# Zakaria Eddahchouri
Zakaria Eddahchouri (Papendrecht, 11 mei 2000) is een Nederlands voetballer van Marokkaanse afkomst die doorgaans als middenvelder of spits speelt. Op 30 januari 2025 werd bekend dat hij een contract van 3,5 jaar heeft getekend bij de Spaanse club Deportivo de La Coruña.

## Carrière
Zakaria Eddahchouri speelde in de jeugd van VV Papendrecht, Feyenoord, Spartaan'20 en Go Ahead Eagles, waar hij sinds 2019 ook deel uitmaakt van de eerste selectie. Hij debuteerde in het eerste elftal van Go Ahead Eagles op 3 mei 2019, in de met 2-0 verloren uitwedstrijd tegen FC Den Bosch. Eddahchouri kwam in de 87e minuut in het veld voor Richard van der Venne. Datzelfde jaar won hij bij zijn club de prijs voor het Talent van het Seizoen 2018/2019.
Op 31 juli 2019 tekende hij bij Go Ahead Eagles een contract tot medio 2022. Op 9 augustus maakte Eddahchouri in de eerste wedstrijd van het seizoen zijn officiële debuut in De Adelaarshorst, toen hij in de 77e minuut van het duel met MVV Maastricht het veld betrad. Op 23 januari 2020 scoorde hij zijn eerste doelpunt, tijdens de strafschoppenserie van zijn bekerdebuut, tegen V.V. IJsselmeervogels. In het seizoen 2020/2021 werd Eddahchouri wisselspeler in het elftal van Kees van Wonderen en op 26 oktober kon hij zijn eerste 'velddoelpunt' voor Go Ahead Eagles vieren, door te scoren in de twaalfde minuut van de KNVB Bekerwedstrijd tegen NAC Breda.

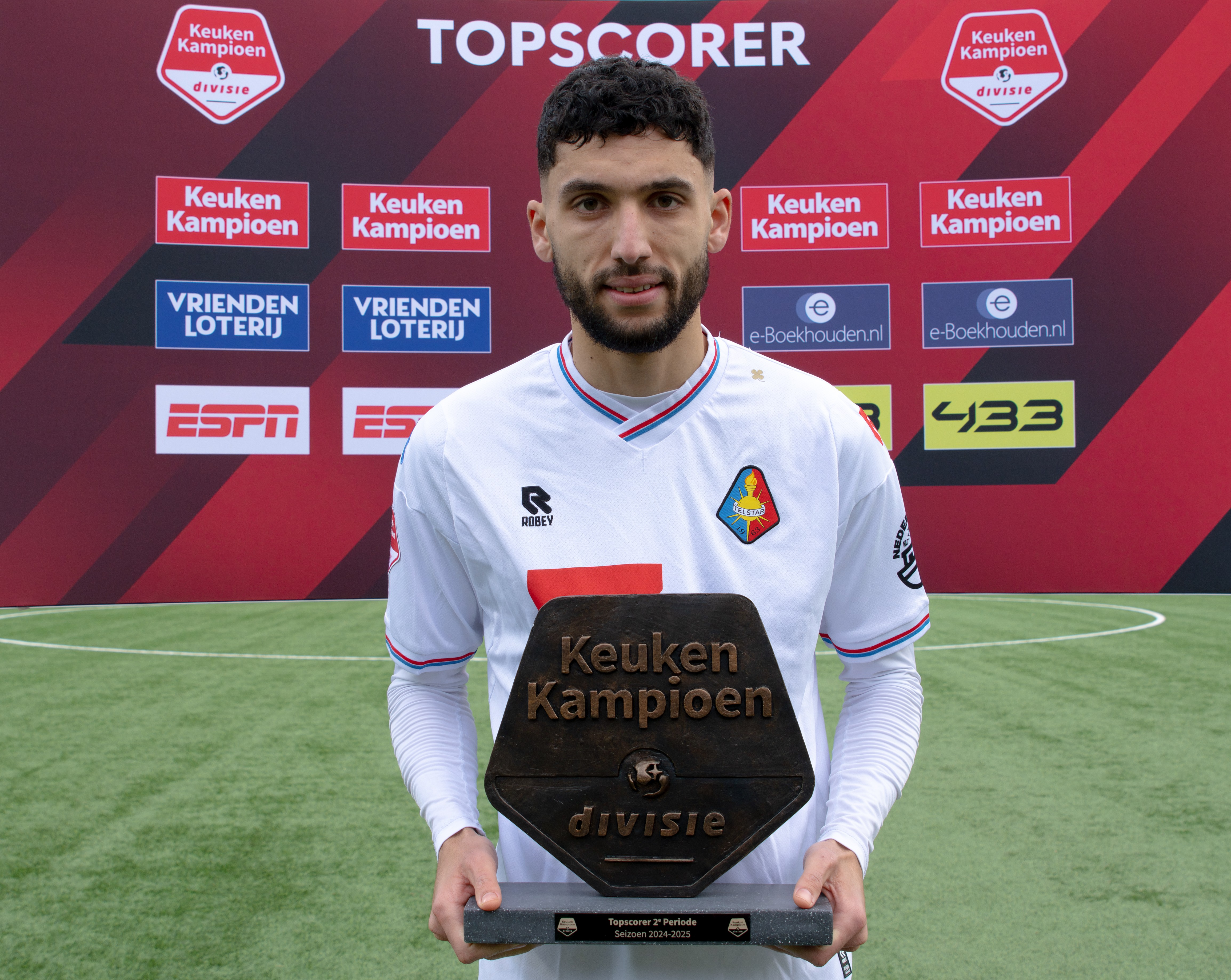
Zakaria Eddahchouri met Keuken Kampioen topscorer trofee 2024-2025.

In 2025 won hij de Keuken Kampioen topscorer trofee voor de tweede periode.

### Statistieken
| Seizoen                        | Club            | Land           | Competitie     | Competitie | Competitie | Beker | Beker | Overig | Overig | Totaal | Totaal |
| Seizoen                        | Club            | Land           | Competitie     | Wed.       | Dlp.       | Wed.  | Dlp.  | Wed.   | Dlp.   | Wed.   | Dlp.   |
| ------------------------------ | --------------- | -------------- | -------------- | ---------- | ---------- | ----- | ----- | ------ | ------ | ------ | ------ |
| 2018/19                        | Go Ahead Eagles | Nederland      | Eerste divisie | 1          | 0          | 0     | 0     | —      | —      | 1      | 0      |
| 2019/20                        | Go Ahead Eagles | Nederland      | Eerste divisie | 5          | 0          | 1     | 0     | —      | —      | 6      | 0      |
| 2020/21                        | Go Ahead Eagles | Nederland      | Eerste divisie | 21         | 0          | 1     | 1     | —      | —      | 22     | 1      |
| 2021/22                        | Go Ahead Eagles | Nederland      | Eredivisie     | 1          | 0          | 0     | 0     | —      | —      | 1      | 0      |
| 2022/23                        | Koninklijke HFC | Nederland      | Tweede divisie | 30         | 16         | 1     | 0     | —      | —      | 31     | 16     |
| 2023/24                        | Telstar         | Nederland      | Eerste divisie | 27         | 14         | 1     | 0     | —      | —      | 28     | 14     |
| 2024/25                        | Telstar         | Nederland      | Eerste divisie | 22         | 17         | 2     | 0     | —      | —      | 24     | 17     |
| Carrièretotaal                 | Carrièretotaal  | Carrièretotaal | Carrièretotaal | 107        | 45         | 6     | 1     | 0      | 0      | 113    | 48     |
| Bijgewerkt op 21 februari 2024 |                 |                |                |            |            |       |       |        |        |        |        |